# كيث نوغينت
كيث نوغينت (بالإنجليزية: Keith Nugent)‏ هو فيزيائي أسترالي، ولد في 28 يونيو 1959 في باث في المملكة المتحدة.